# Акула-гадюка
Акула-гадюка (Trigonognathus kabeyai) — єдиний вид роду Trigonognathus родини ліхтарні акули.

## Опис
Загальна довжина досягає 54 см при вазі 760 г. Спостерігається статевий диморфізм: самиці більші за самців. Голова помірно сплощена, має характерну змієподібну форму. Морда коротка та тупа. Очі відносно великі, овальні, горизонтальної форми. За ними присутні невеликі, витягнуті бризкальця. Особливістю є будова її щелеп. Вони довгі та вузькі, здатні висуватися вперед. У передній частині розташовані іклоподібні зуби. На верхній щелепі присутні 6-10 рядків зубів, на нижній — 7-10. Зуби маленькі, гакоподібні із зігнутими шилоподібними верхівками. У неї 5 пар зябрових щілин. Тулуб стрункий, сигароподібний. шкіра густо вкрита лускою, яка розташована неправильними рядками. Усі плавці невеличкі. Має 2 рифлених спинних плавця з колючками. Задній більше за передній. Верхня лопать хвостового плавця значно більше розвинене ніж нижнє. Анальний плавець відсутній.
Забарвлення темно-коричневе, що доходить до чорного. Черево значно темніше за спини та боки. Плавці більш світлі, на хвостовому плавці кінчик має чорний колір.

## Спосіб життя
Тримається на глибині від 150 до 360 м. Зустрічається біля континентальних схилів та підводних гірських утворень. Здійснює добові міграції. Вночі підіймається вище до поверхні — до 150 м. Живиться переважно дрібною костистою рибою, інколи ракоподібними. Внаслідок будови зубів ковтає здобич цілком на кшталт гадюки. Звідси походить назва цієї акули.
Статева зрілість самиці настає при розмірі 52 см, самців — 43 см. Це яйцеживородна акула. Самиця народжує 25-26 дитинчат.

## Розповсюдження
Мешкає в акваторія біля півострова Кії (о. Хонсю, Японія), районі архіпелагу Бонін, Тайваню та Гавайських островів.